# فرودگاه تینگوال
فرودگاه تینگوال (به انگلیسی: Tingwall Airport) یک فرودگاه همگانی حمل و نقل با کد یاتا LWK است که یک باند فرود آسفالت دارد و طول باند آن ۷۶۴ متر است. این فرودگاه در کشور اسکاتلند قرار دارد و در ارتفاع ۱۴ متری از سطح دریا واقع شده‌است.

## شرکت‌های هواپیمایی و مقصدهای پروازی
| شرکت‌های هواپیمایی | مقصدهای پروازی            |
| ----------------- | ------------------------- |
| Directflight      | فیرآیل، Foula، Papa Stour |